# زوريتا ديل مايسترازغو
بلدية زوريتا ديل مايسترازغو (بالإسبانية: Zorita del Maestrazgo)‏، هي إحدى بلديات مقاطعة كاستيلون التي تقع في منطقة بلنسية، في شرق إسبانيا.
يبلغ عدد سكانها 131 نسمة وفقاً لإحصائية سنة (2006).